# Кенфилд (Охајо)
Кенфилд (енгл. Canfield) град је у америчкој савезној држави Охајо.

## Демографија
По попису из 2010. године број становника је 7.515, што је 141 (1,9%) становника више него 2000. године.
| Група             | 2000.         | 2010.         |
| Белци             | 7.139 (96,8%) | 7.162 (95,3%) |
| Афроамериканци    | 33 (0,4%)     | 32 (0,4%)     |
| Азијати           | 95 (1,3%)     | 139 (1,8%)    |
| Хиспаноамериканци | 62 (0,8%)     | 111 (1,5%)    |
| Укупно            | 7.374         | 7.515         |